# 張志儉
張志儉（1963年10月—2021年6月），出生於安徽省渦陽縣，1989年5月參加工作，工學碩士、教授、博士生導師，生前系哈爾濱工程大學副校長、黨委常委。

## 生平
張志儉曾任核科學與技術學院院長兼核動力仿真中心主任。发表论文100余篇，SCI、EI检索60余篇。出版學術著作1部，近年來主持國家級和省部級重大科技項目6項。
張志儉多年從事核動力裝置運行與仿真、核反應堆與核動力裝置安全可靠性研究工作，截至2010年，張志儉教授兼任中國核學會常務理事、國家原子能機構國際合作專家顧問組成員、《核動力工程》雜誌編委、大型壓水堆及高溫氣冷堆重大專項高溫氣冷堆專家委員會委員。
2015年4月17日上午，哈尔滨工程大学在图书馆报告厅举行全校教师干部大会，宣布工业和信息化部关于哈尔滨工程大学校长职务任免及校领导班子调整的决定。工信部副部长、党组副书记，国防科工局局长、党组书记许达哲宣布中共工业和信息化部党组决定，张志俭任哈尔滨工程大学副校长、党委常委。
张志俭生前榮獲國防科工委「511」人才，國防科技工業有突出貢獻的中青年專家，享受政府特殊津貼，為新世紀百千萬人才國家級人選、國防科工委首批科技創新團隊帶頭人、黑龍江省「五四青年獎章」獲得者等稱號。

## 逝世
2021年6月17日上午9時27分許，張志儉从哈尔滨工程大学主楼西侧窗台跳下，不幸身亡。經公安部門現場勘驗、調查，已排除他殺。哈爾濱工程大學對張志儉同志的離世深感哀痛，並對家屬表示深切慰問。

## 榮譽
以下是張志儉生前獲得的主要榮譽：
| 時間       | 榮譽名稱                                           |
| ---------- | -------------------------------------------------- |
| 2004年     | 國防科工委「國防科工業有突出貢獻的中青年專家」稱號 |
| 2006年     | 國防科工委「511」人才                              |
| 2006年9月  | 新世紀百千萬人才國家級人選                         |
| 2006年11月 | 國務院特殊津貼                                     |
| 2007年5月  | 第九屆黑龍江省五四青年獎章                         |
| 2008年5月  | 黑龍江省優秀中青年專家稱號                         |
| 2011年11月 | 黑龍江省研究生優秀導師                             |
| 2012年11月 | 黑龍江省優秀科技工作者稱號                         |

## 外部連結
- 张志俭 - 教师个人主页- 哈尔滨工程大学[]